# Kōraku-en

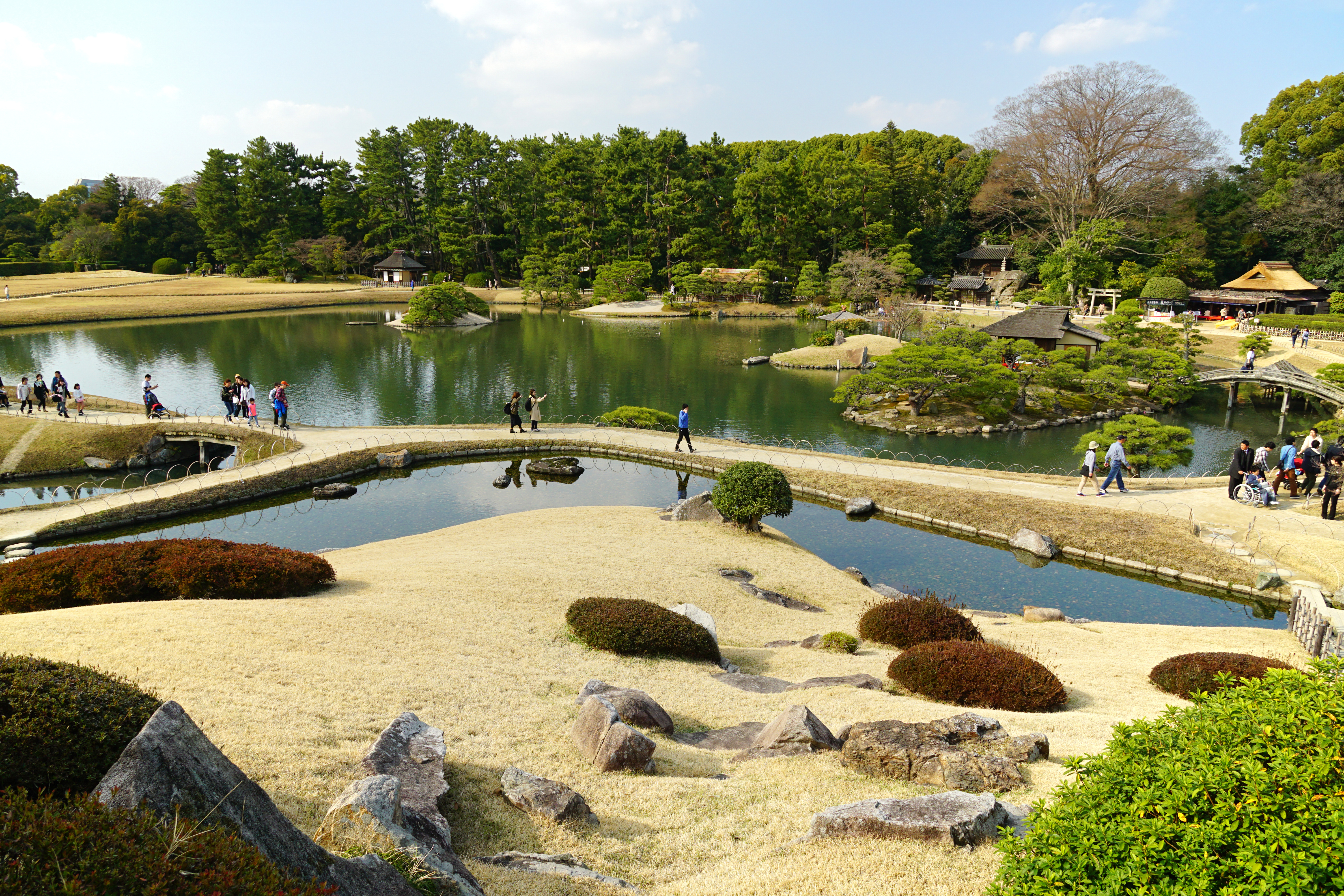
Blick vom Yuishinzan auf den Sawa-no-ike.

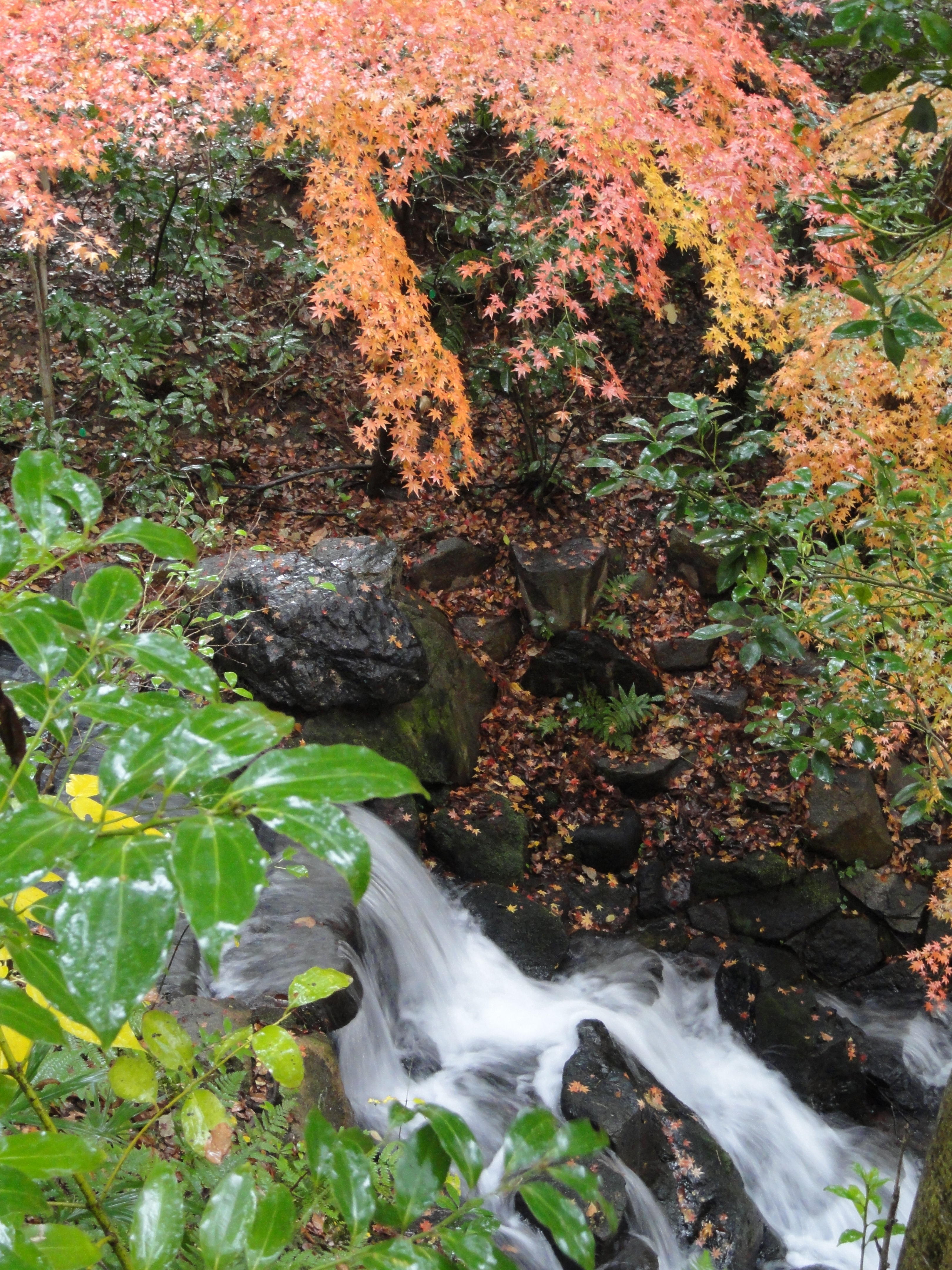
Wasserfall zum Kayō-Teich.

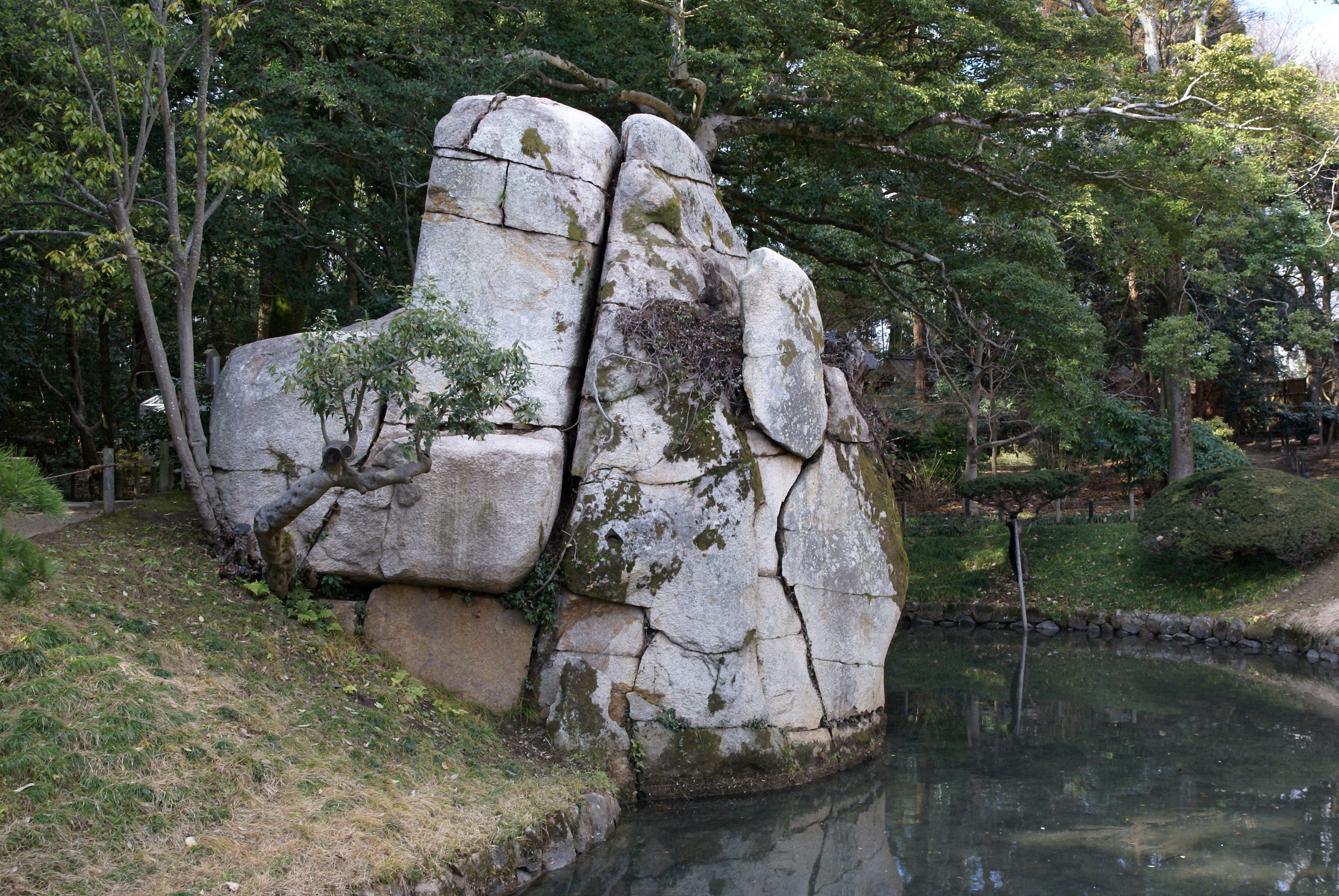
Der 7 m hohe Stein von der Inlandsee.

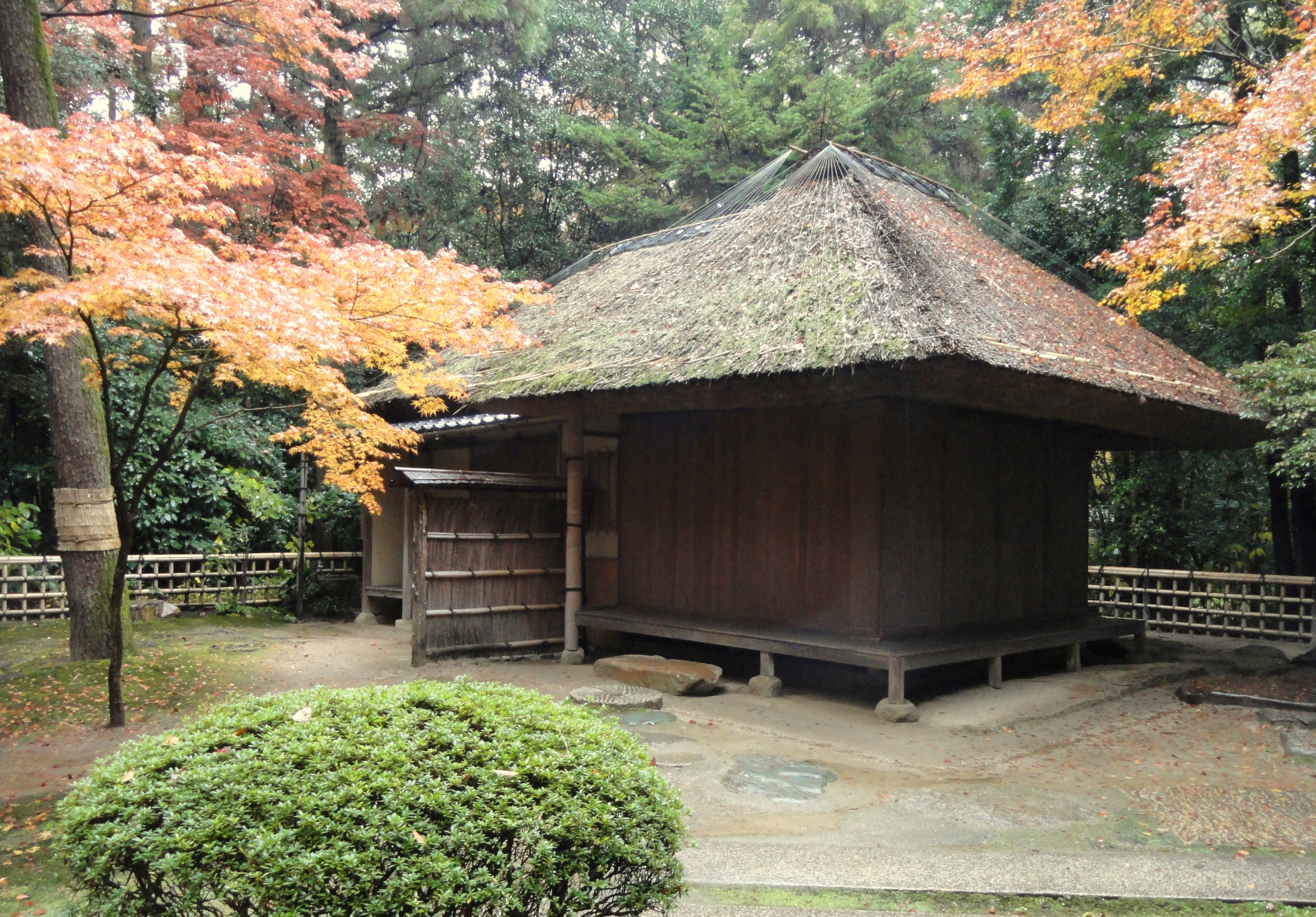
Teehaus Moshō-an.

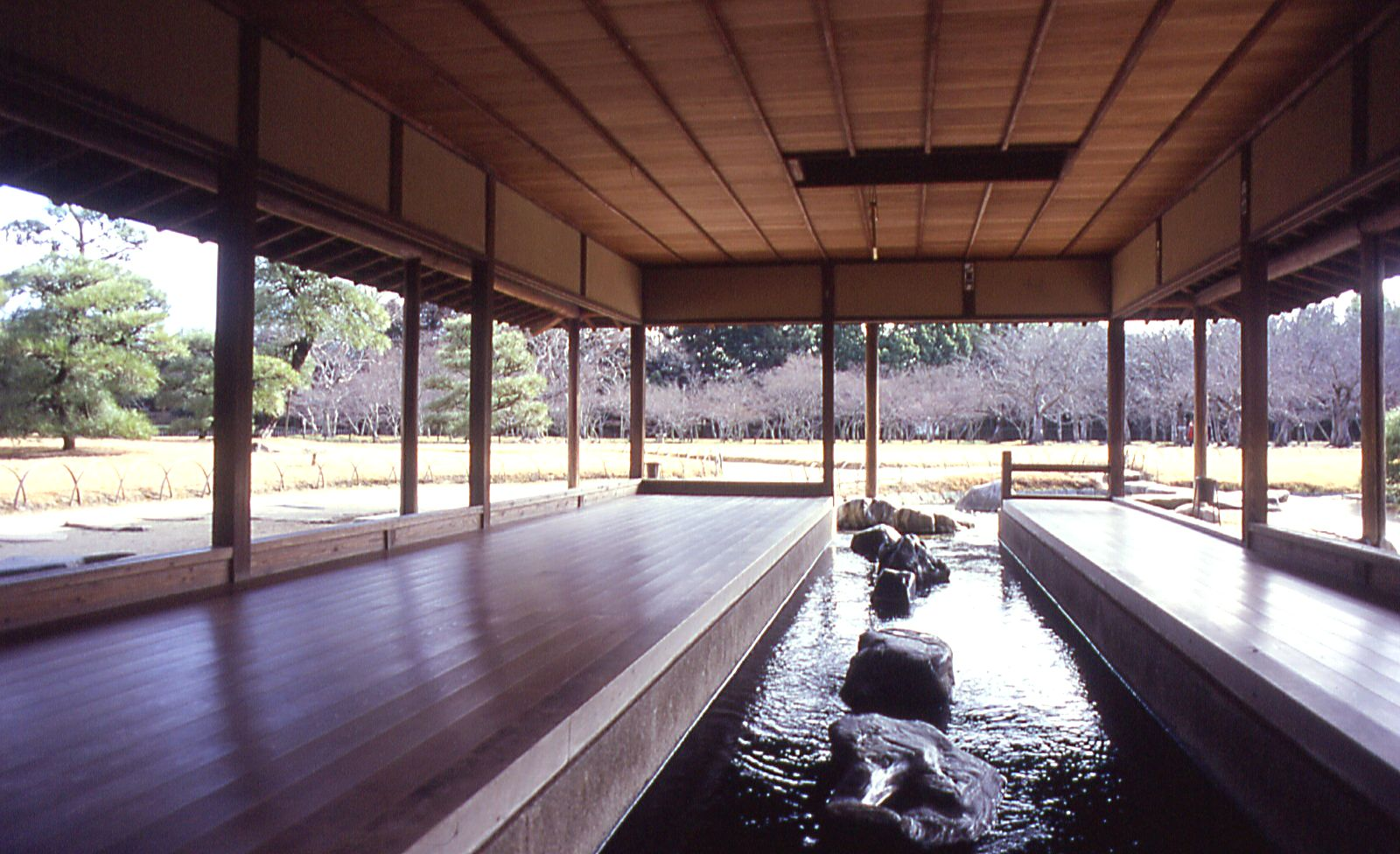
Im Ryūten

Der Kōraku-en (jap. 後楽園) in der Stadt Okayama ist mit dem Kairaku-en und dem Kenroku-en einer der Drei berühmten Gärten Japans (Nihon sanmeien).

## Übersicht
Fürst Ikeda Tsunamasa (1638–1714) beschloss 1686 einen Garten gegenüber seiner Burg auf der anderen Seite des Flusses Asahigawa anzulegen, der dann nach 14 Jahren, 1700, fertiggestellt war. Zunächst wurde der Garten einfach Kōen genannt, da zunächst das große Teehaus gebaut wurde, und danach erst der Garten. Seit 1871 wird der Garten Kōraku-en genannt, nach der zweiten Hälfte eines alten chinesischen Vierzeichen-Spruches zen’yū kōraku (先憂後楽), „Erst Mühe, dann Vergnügen“. Der Garten ist als Wandelgarten im Stil der Enshū-Schule angelegt.
Für die Teiche und Bäche im Garten wird das Wasser des Flusses genutzt, und wie üblich gibt es künstliche Anhöhen. Es gibt eine kleine Teeplantage und ein Feld zum Reisanbau. Ungewöhnlich für einen japanischen Garten sind die ausgedehnten Rasenflächen. Der Garten profitiert vom, durch die nahe Seto-Inlandsee beeinflussten, milden Klima. Der Garten blieb nach der Meiji-Restauration im Besitz der Familie Ikeda, die ihn dann 1884 der Präfektur überließ.
Bei einem Taifun bedingten Hochwasser 1934 wurde der Garten beschädigt, seit Baumaßnahmen 1939 wird er von beiden Seiten vollständig von Wasser umflossen. Im Zweiten Weltkrieg wurden die Gebäude größtenteils zerstört. Nach dem Krieg wurde der Garten nach und nach wiederhergestellt. 1952 wurde ihm das Prädikat „Besonders bedeutende Naturgestaltung“ (tokubetsu meishō) verliehen.

## Der Garten im Einzelnen
- Enyō-tei: In diesem ersten Gebäude im Garten unterhielt der Fürst seine Gäste. Es bietet den schönsten Blick auf den zentralen Teich, den Sawa-no-ike. Das gegenwärtige Gebäude wurde nach alten Vorlagen 1960 wiederhergestellt.
- Dem Enyō-tei vorgelagert ist der Kakumei-kan, zunächst einfach hiroma (Halle) genannt, der Empfangsraum für Gäste. Das heutige Gebäude wurde von der Stadt Iwakuni (Präfektur Yamaguchi) 1949 hierher versetzt.
- Hinter dem Enyō-tei befindet sich eine klassische Noh-Bühne, zu der man vom Eishō-suminagashi-no-ma hinüber sehen kann.
- Der zentrale Teich, Sawa-no-ike, soll an die Landschaft am Biwa-See erinnern.
- Neben der oben beschriebenen Häusergruppe befindet sich der kleine, tief eingeschnittene Teich Kayō-no-ike, in dem im Sommer Lotus blüht. Dahinter steht ein großer Stein (Ō-date-ishi) von 7 m Höhe und 20 m Umfang, der von der Inlandsee – in 93 Teilen zerlegt – hierher transportiert wurde. Zu diesem Ensemble gehört auch das Teehaus Moshō-an.
- Vom Berg Yuishin hat man einen schönen Blick über den Garten.
- Ryūten ist ein seitlich offener Pavillon über dem durch den Garten fließenden Bach. Dort kann man auf Bänken parallel zum Bach sitzen und die Füße baumeln lassen. Früher erfreute man sich im Rahmen des Kyokusui-no-en: man musste ein Kurzgedicht verfasst haben, bevor die oberhalb eingesetzte Schale mit Sake einen schwimmend erreichte.
- In der Nähe des Ryūten gibt es eine Zickzack-Brücke (yatsubashi), beiderseits der im Sommer Schwertlilien blühen.
- Am südöstlichen Ende des Gartens, bevor es zu dem modernen Gewächshaus geht, steht das Chaso-dō, ein Teehaus, in dem sich die Statuen der großen Teemeister Eisai und Sen no Rikyū befinden.
- Vom strohgedeckten Pavillon Kanki-tei konnte der Fürst die Reitkunst seiner Leute auf der Bahn beobachten.
- Weiterhin gehören Gruppen von Pflaumen, Kirschen, Ahorn und Kiefern, ein Käfig mit Kranichen und weitere kleine Gebäude zum Garten.

## Jährliche Veranstaltungen
- 1. Januar: Veranstaltung zum Neuen Jahr mit Koto-Musik.
- Mitte Februar: Abbrennen des alten Grases.
- Dritter Sonntag im Mai: Tee-Pflücken.
- Erster Sonntag im Juli: Reis-Auspflanzen.
- 20. Juli: Lotus-Betrachten.
- Im September: Herbstmond betrachten (nach dem Mondkalender am 15. August).
- Ende Oktober: Chrysanthemen-Schau.

## Kenndaten
- Träger: Präfektur Okayama
- Eröffnung: circa 1884
- Fläche: 133.000 m²
- Baumbestand: 10.300 Bäume, klassifiziert in 250 Arten
- Anlagen: Große und kleine Teehäuser, Noh-Bühne, Gewächshaus, kleinere Gebäude